# Braziliaanse robijnkolibrie
De Braziliaanse robijnkolibrie (Heliodoxa rubricauda synoniem: Clytolaema rubricauda) is een vogel uit de familie Trochilidae (kolibries).

## Kenmerken
Deze vogel vertoont seksuele dimorfie. Het mannetje is over het algemeen groen en heeft een koperachtige rug en staart. Het vrouwtje is van boven groen en van onderen kaneelkleurig.

## Verspreiding en leefgebied
Deze soort is endemisch in zuidoostelijk Brazilië. Hij komt daar onder meer voor in het Mata Atlântica en in het Nationaal park Itatiaia.

## Status
De grootte van de populatie is niet gekwantificeerd en trends zijn niet bekend. Om deze redenen heeft de Braziliaanse robijnkolibrie de IUCN-status niet-bedreigd gekregen.